# Dešná (kraj południowoczeski)
Dešná – wieś i gmina w Czechach, w powiecie Jindřichův Hradec, w kraju południowoczeskim.
1 stycznia 2017 gminę zamieszkiwało 609 osób, a ich średni wiek wynosił 43,3 roku.